# Felipe de Castilla
Felipe de Castilla (c. 1231-28 de noviembre de 1274). Infante de Castilla e hijo de Fernando III de Castilla y de su primera esposa, la reina Beatriz de Suabia.
Arzobispo electo de Sevilla, fue además canónigo de la catedral de Toledo, beneficiado en la catedral de Burgos y abad de la Colegiata de Valladolid, de la Colegiata de Castrojeriz y de la Colegiata de San Cosme y San Damián de Covarrubias hasta el año 1258, en que abandonó la carrera eclesiástica con el consentimiento de su hermano, Alfonso X el Sabio, y a pesar de la oposición de este, y contrajo matrimonio con la princesa Cristina de Noruega, hija del rey Haakon IV de Noruega.
Fue señor de Valdecorneja y de Piedrahíta, y algunos autores han destacado que «su bulliciosa vida contiene elementos para una novela», y otros que nunca sintió una verdadera vocación por la carrera eclesiástica. Además, ciertas fuentes aseguran que ingresó como caballero en la Orden del Templo, en una de cuyas iglesias, la de Santa María la Blanca de Villalcázar de Sirga, recibió sepultura el infante, en un sepulcro adornado con emblemas de la mencionada Orden de caballería.

## Orígenes familiares
Fue el quinto hijo de Fernando III el Santo, rey de Castilla y León, y de su primera esposa, la reina Beatriz de Suabia, y era por parte paterna nieto de Alfonso IX de León y de Berenguela de Castilla, reina de Castilla, que renunció al trono que había recibido por la muerte de su hermano, Enrique I de Castilla, siendo ambos hermanos hijos del rey Alfonso VIII de Castilla. Y por parte materna era nieto de Felipe de Suabia, rey de Romanos y duque de Suabia, y de Irene Ángelo, hija de Isaac II Ángelo, emperador del Imperio Romano de Oriente.
Fueron sus hermanos, entre otros, Alfonso X el Sabio, rey de Castilla y León, Fadrique de Castilla, ejecutado en 1277 por orden de su hermano Alfonso X, y Manuel de Castilla, padre del célebre magnate y escritor Don Juan Manuel.

## Biografía

### Infancia y carrera eclesiástica (1231-1258)
El infante Felipe de Castilla nació en 1231, y según el profesor Kinkade hacia el 5 de diciembre y en Carrión de los Condes, o bien en Sahagún, según Antonio Ballesteros Beretta, o con total seguridad, según Jaime de Salazar y Acha, antes de la mencionada fecha, asegurando sin embargo otros autores que nació entre 1229 y 1231. Desde su infancia fue orientado por su padre, Fernando III, hacia la carrera eclesiástica, al igual que su hermano, el infante Sancho, que llegaría a ser arzobispo de Toledo. La educación del infante primero tuvo lugar en Toledo, después de que su crianza fuera encomendada por su abuela la reina Berenguela de Castilla junto con la de su hermano Sancho a Rodrigo Jiménez de Rada, que llegaría a ser arzobispo de Toledo. Después, la educación del infante prosiguió en la ciudad de Burgos entre 1240 y 1244, y en 1243 fue nombrado abad de la colegiata de Castrojeriz y elegido abad de la de Santa María la Mayor de Valladolid.
En 1244 el infante fue enviado a la Universidad de París, donde recibió lecciones de San Alberto Magno, un profesor de Santo Tomás de Aquino, junto con su hermano Sancho. El infante viajó a la capital de Francia acompañado por Juan Domínguez, obispo de Burgos y canciller del rey, y por Raimundo de Losana, futuro obispo de Segovia y también futuro arzobispo de Sevilla. Y el sacerdote e historiador Hernández Parrales describió del siguiente modo el viaje a París del infante y de sus acompañantes:

En el año 1244 emprendió su ruta, montando en hermoso caballo, que costó doscientos maravedíes, que se pagaron al mercader Rodrigo Juanones, y le acompañó el canciller don Juan, Obispo de Osma, que hubo de comprar para la expedición un palafrén a don Lobat, dos bestias más a Juan Guillem y setenta cargas de vino para llevar al infante a Murcia, y de allí emprender el camino a Francia, de donde regresó a los dos años para acompañar a! rey, su padre, en sus empresas guerreras.

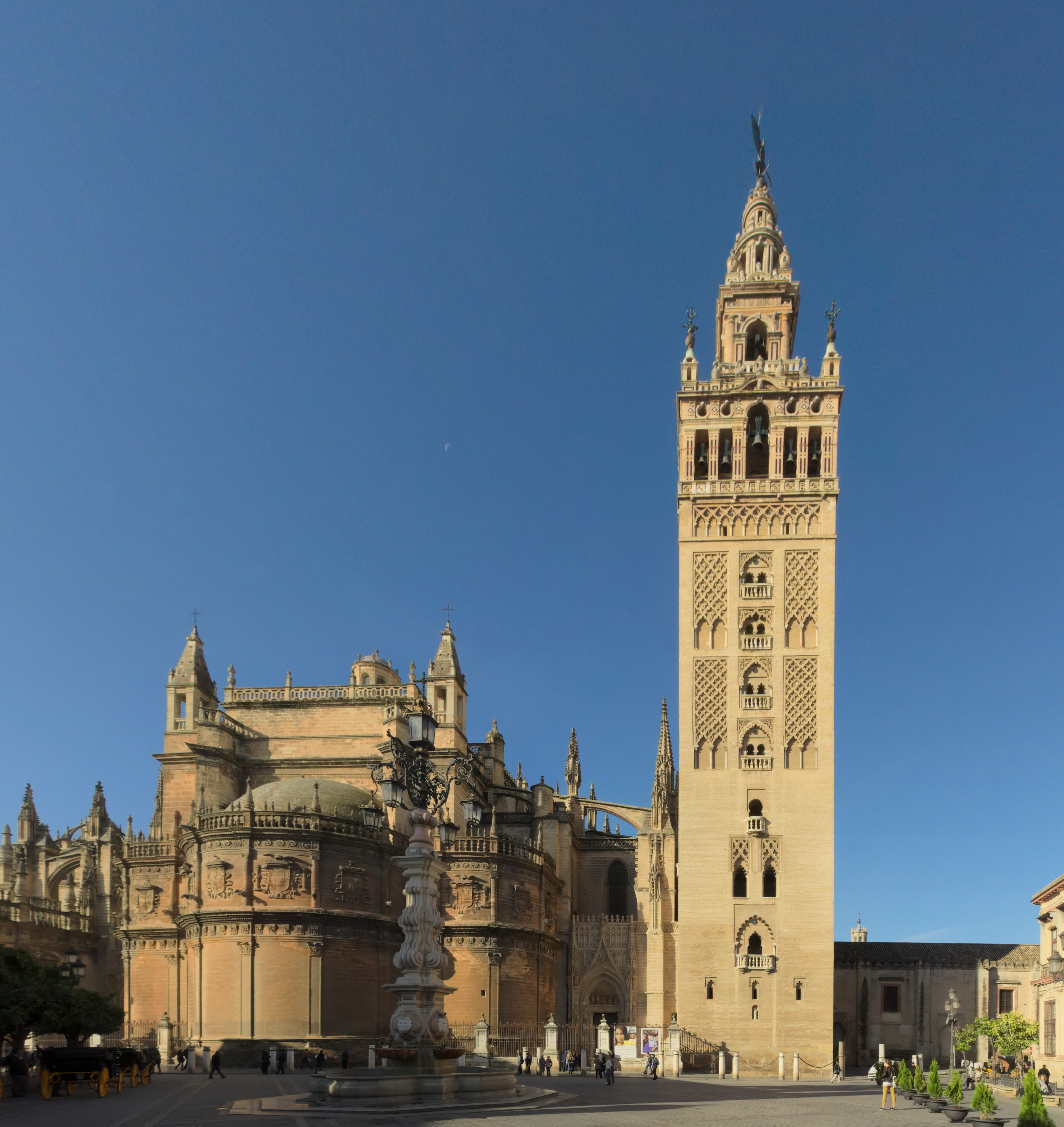
Vista general de la catedral de Sevilla y de la Giralda.

Sin embargo, la estancia en París del infante debió de ser breve, ya que en enero de 1247 se encontraba en Valladolid ocupando la silla abacial de la Colegiata de Santa María la Mayor, que era el principal templo de la ciudad, aunque ya había sido elegido abad de ese templo en 1243. Al parecer al rey Fernando III le complacía en extremo la vocación clerical de su hijo Felipe, «que vivía ejemplarmente», y a fin de obligarle a perseverar en ella intentó que se le concediera el obispado de Osma en 1246, ya que el gobierno de esta diócesis había quedado vacante al ser promovido su titular, Juan de Medina, a la diócesis de Burgos, pero el papa Inocencio IV se opuso tajantemente al proyecto debido a la tierna edad del joven infante, que ni siquiera había terminado sus estudios.
El infante permaneció en Valladolid hasta que tuvo lugar la conquista de Sevilla por los castellanos en 1248, ya que el rey San Fernando planeaba nombrar a su hijo arzobispo de la recién conquistada ciudad, a fin de establecer un vínculo permanente entre la archidiócesis hispalense y la Corona, como indicó Olga Pérez Monzón. El día 25 de mayo de 1249 el infante Felipe de Castilla fue nombrado procurador de la archidiócesis de Sevilla por el papa Inocencio IV, o lo que es lo mismo, administrador del arzobispado. Y en 1251, dos años más tarde, fue designado por el mismo pontífice arzobispo electo de la archidiócesis de Sevilla, que continuaba siendo gobernada por Raimundo de Losana, obispo de Segovia, debido a que el infante Felipe, aunque había sido nombrado arzobispo electo, aún no había sido consagrado como obispo, aunque otros autores señalan que hasta el 17 de mayo de 1252 no apareció en los documentos de la época usando el título de «arzobispo electo» de Sevilla, ya que el infante siempre usó ese título por no haber sido nunca consagrado, lo que le llevó a no figurar de modo oficial en el episcopologio hispalense.

El 30 de mayo de 1252 falleció el rey Fernando III de Castilla en el Real Alcázar de Sevilla. Y el monarca, después de haber recibido los últimos sacramentos, dio «saludables consejos» a su esposa, la reina Juana de Ponthieu, y a sus hijos allí presentes, y encomendó a su hijo Felipe y a Raimundo de Losana el cuidado de la Iglesia hispalense.

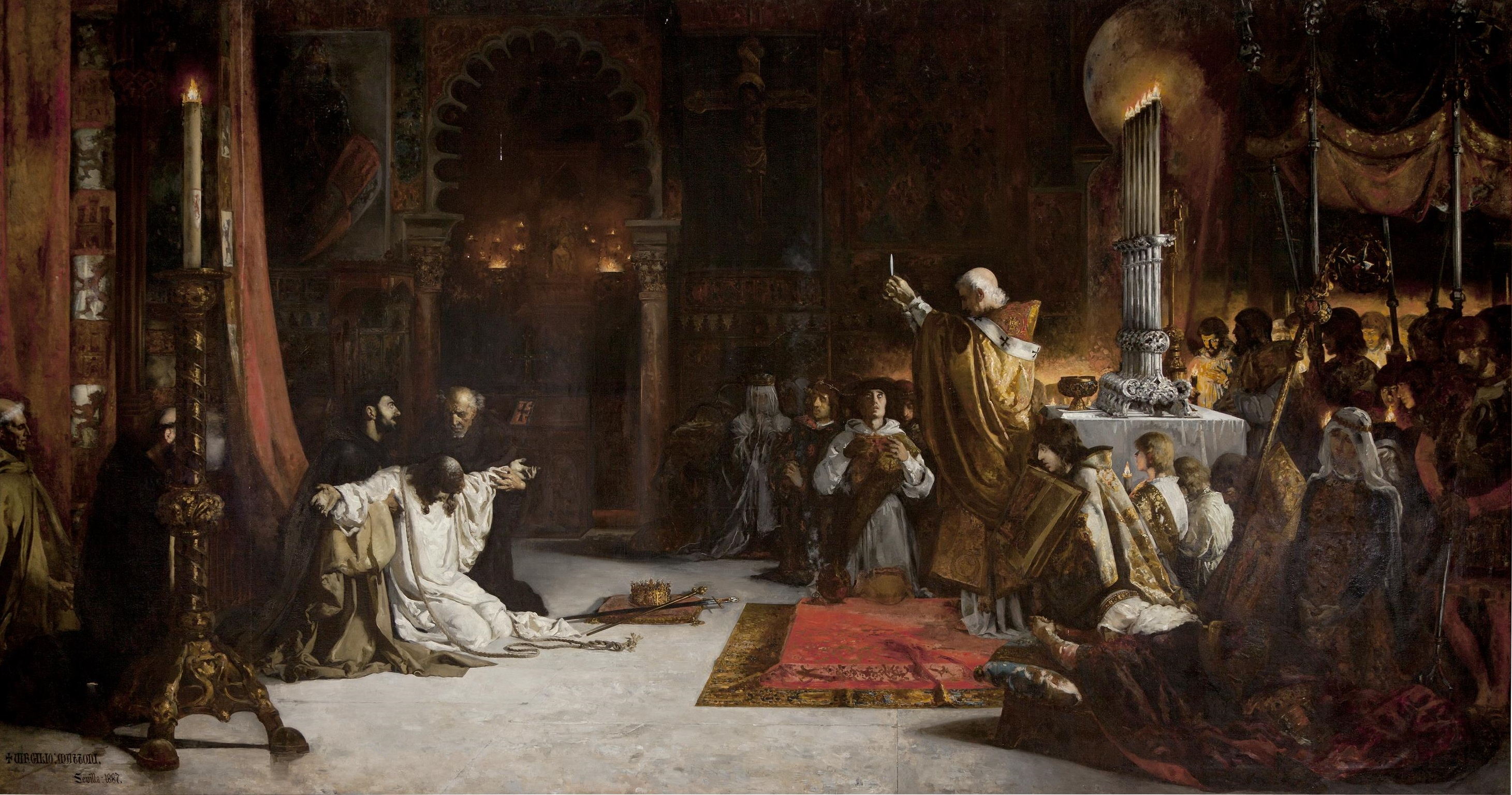
Las postrimerías de Fernando III el Santo, de Virgilio Mattoni. 1887. (Real Alcázar de Sevilla).

Sin embargo, en mayo de 1252 el papa sí que otorgó plena autorización al infante para que redactase y dotase a la archidiócesis de Sevilla de unas constituciones que no han llegado hasta nuestros días. Y teóricamente al menos, el infante Felipe gobernó la archidiócesis hispalense desde 1249 hasta 1258, año en que se casó, pero siempre con el título de «arzobispo electo», tal y cómo aparece en los privilegios rodados de la época. Pero el infante contó siempre con la colaboración en la sede de Raimundo de Losana, que le sucedería como arzobispo y que en esos momentos era obispo de Segovia y notario mayor de Castilla.
Tradicionalmente se ha afirmado que, mientras vivió en Sevilla, el infante Felipe residió en la collación de San Lorenzo y, al mismo tiempo, se deshizo de algunas de sus posesiones en el norte del reino, según se desprende de algunos documentos conservados de la época. Y está documentado que el 10 de abril de 1253 el infante, titulándose «arzobispo electo de Sevilla», vendió al monasterio de las Huelgas de Burgos todos los terrenos que poseía en término de Burgos, en el camino de San Felices y lindando con la puebla del monasterio de las Huelgas, por 200 maravedíes y un manto en «robra».

El 4 de mayo de 1253 el infante fundó un aniversario perpetuo en memoria y por el alma de su difunta madre, la reina Beatriz de Suabia, que había fallecido en 1235, en la colegiata de Santa María la Mayor de Valladolid, de la que él mismo era abad, y para el sostenimiento de la fundación el infante cedió al cabildo de la colegiata varias casas de su propiedad situadas en la Plazuela de Santa María de la ciudad. Y tras la muerte del rey San Fernando, el infante Felipe obtuvo de su hermano Alfonso X numerosos privilegios para la archidiócesis de Sevilla, como por ejemplo la donación de todas las mezquitas de la ciudad, y a excepción de tres, por ser sinagogas de los judíos, que finalmente también serían cedidas a finales del siglo XIV a la sede hispalense.

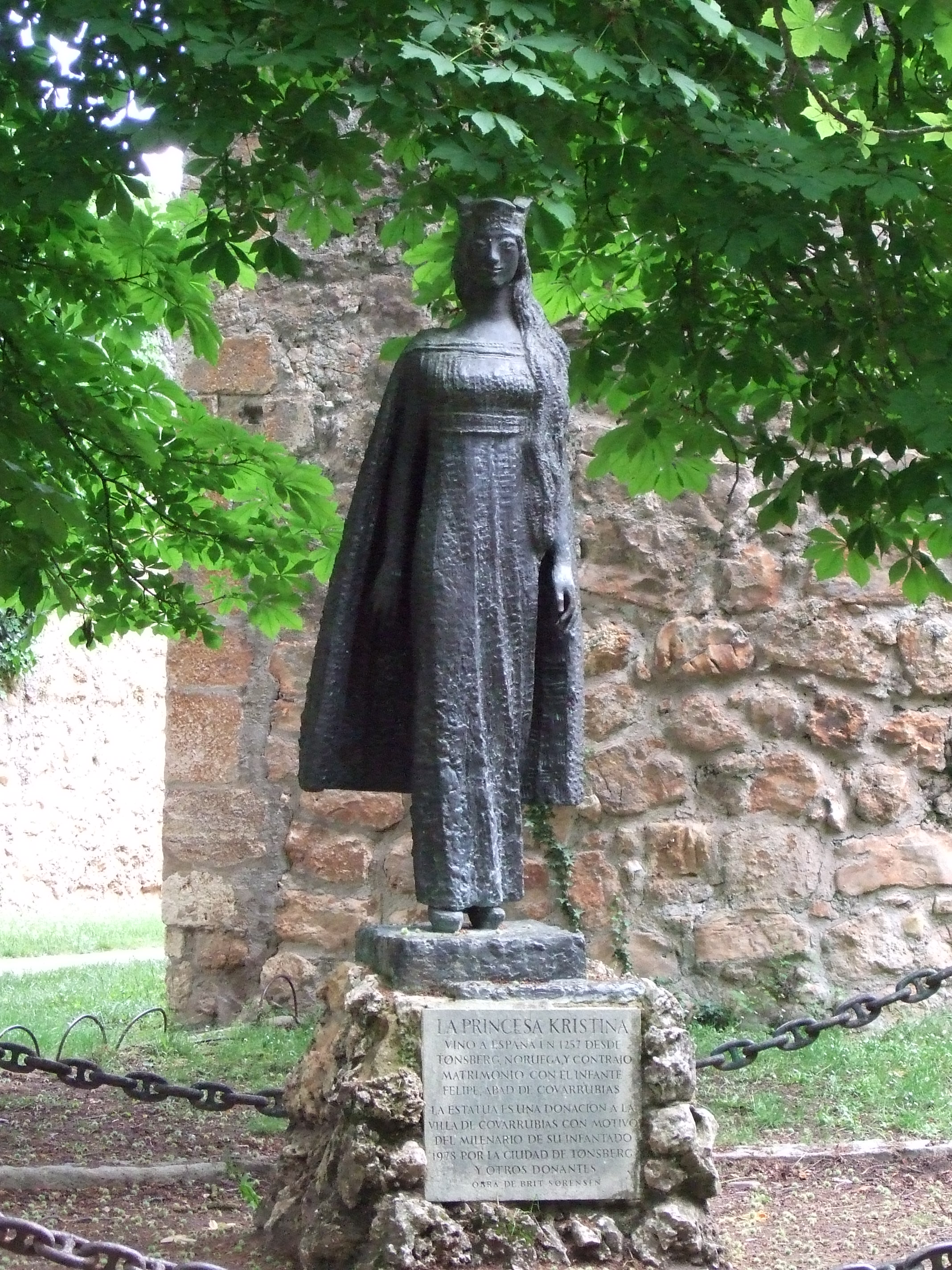
Estatua de la princesa Cristina de Noruega en Covarrubias.

Según el profesor Kinkade, las relaciones en esta época entre el infante Felipe y su hermano, Alfonso X, debían ser cordiales, ya que en el Reparto de Sevilla tanto Felipe como su hermano, el futuro arzobispo Sancho de Castilla, recibieron en Buyena o Rebujena, que está situada a unos 20 kilómetros al suroeste de Sevilla, una impresionante donación de 30.000 pies de olivar y 600 aranzadas de tierra. Y en 1254, en la ciudad de Burgos, y con motivo del matrimonio entre la infanta Leonor de Castilla, hermana de Felipe, y el príncipe Eduardo de Inglaterra, hijo y heredero de Enrique III de Inglaterra, el rey Alfonso X el Sabio armó caballeros al infante Felipe y a otros hermanos suyos, como Manuel, Fernando y Luis.
En 1255, y a fin de seguir ampliando sus estudios, el infante volvió a París y fue alumno en la Sorbona de San Alberto Magno y compañero de Santo Tomás de Aquino. Y al volver a Castilla, el infante regresó acompañado por su ayo, que era un «inteligente y adulador» italiano llamado Gabo de Lombardía, que, según los testimonios de la época, se había ganado por completo la voluntad del infante y que era conocido en Sevilla como «miçer lombardín», al tiempo que a su esposa la llamaban «la placentina» por proceder de esa ciudad italiana, según afirmó el historiador Antonio Ballesteros Beretta en su obra Sevilla en el siglo XIII, publicada en 1913. Y Hernández Parrales afirmó lo siguiente con respecto a la renuncia al arzobispado de Sevilla por parte del infante:

Felipe, que era feliz usando en su escudo las águilas imperiales y disfrutando de pingües rentas, aranzadas de tierra y yugadas de bueyes, iba poco a poco perdiendo su vocación al estado eclesiástico, y a pesar de la estima que tenía a la Santa Iglesia de Sevilla por la memoria de sus padres, en cuya Catedral se hallaban enterrados, no recibió las Ordenes sagradas, porque tenía ya resuelto renunciar al arzobispado.

La renuncia del infante Felipe al arzobispado de Sevilla tuvo que ocurrir, aproximadamente, entre el 21 de febrero y el 12 de marzo de 1258, y el principal motivo de su renuncia fue, «sin duda alguna», su matrimonio con la princesa Cristina de Noruega.

### Matrimonio con Cristina de Noruega (1258-1262)
En 1258, y poco después de que su hermano el rey, a pesar de su oposición inicial, le autorizase a abandonar la carrera eclesiástica, el infante Felipe contrajo matrimonio con la princesa Cristina, hija del rey Haakon IV de Noruega. Esta princesa, considerada por algunos una «figura romántica medieval», ha protagonizado, según algunos autores, «más de una novela» por su vida y su triste destino». Y, como señaló Emiliano García Esteban, la vida de Cristina está, como la de otras muchas princesas medievales, «tejida de historia y de leyenda», lo que a juicio de este historiador no resulta nada insólito. La leyenda sostuvo en el pasado que la princesa llegó a España después de que Alfonso X el Sabio solicitase al rey de Noruega que le enviase a una hija suya para contraer un nuevo matrimonio con ella, basándose en la infertilidad de su esposa, la reina Violante de Aragón, hija de Jaime I de Aragón.

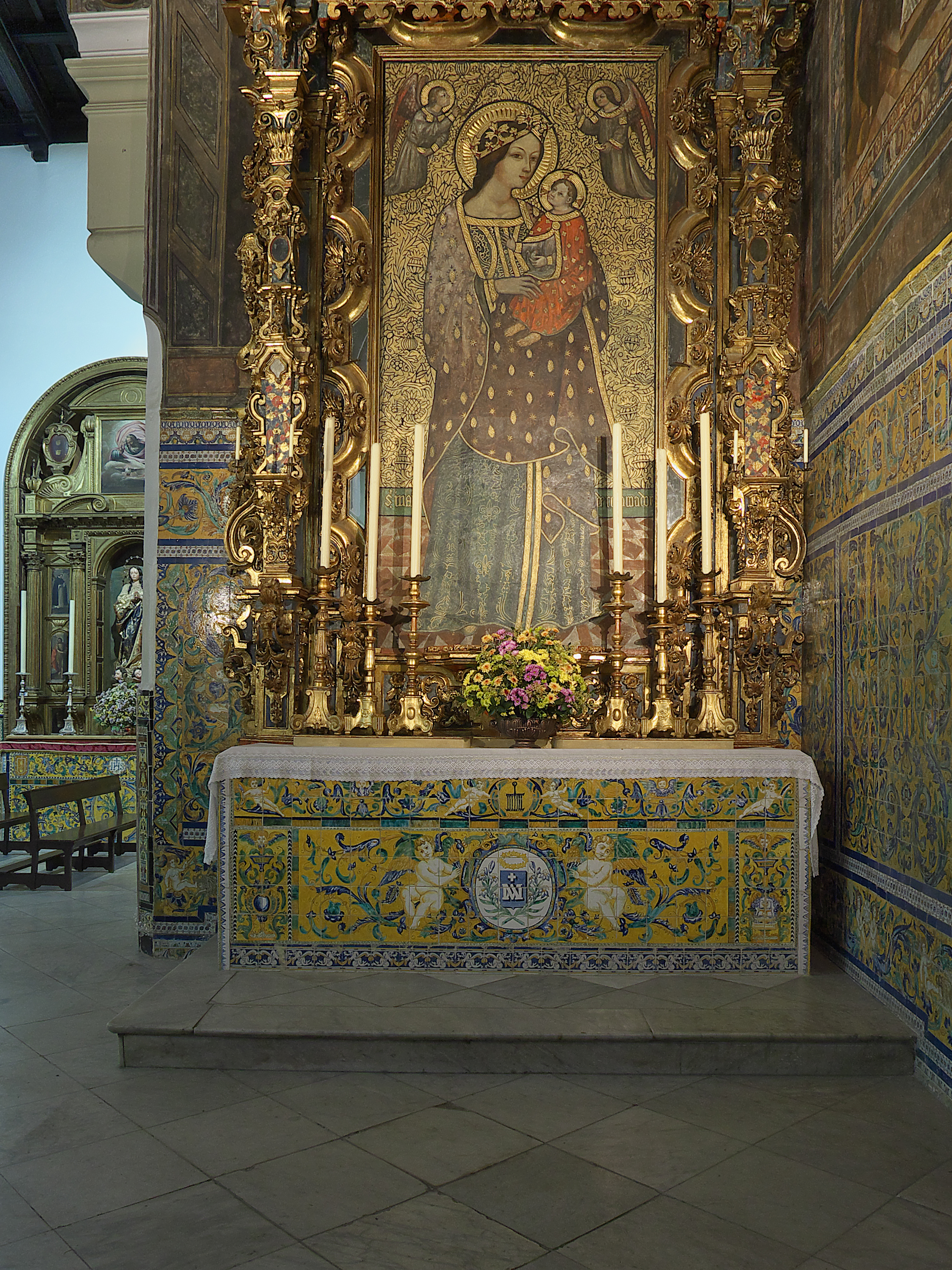
Imagen de Nuestra Señora de Rocamadour. (Iglesia de San Lorenzo de Sevilla).

No obstante, se ha demostrado la falsedad de dicha leyenda, ya que en 1258 la reina Violante ya había dado a luz varios hijos. La realidad es que el soberano de Noruega envió a la princesa Cristina a Castilla a fin de que contrajese matrimonio con uno de los hermanos del rey, y de camino a Castilla, la princesa pasó por Inglaterra, Normandía, Francia y Aragón, donde fue recibida con todos los honores por Jaime I el Conquistador, quien llegó a proponerle matrimonio. Y el historiador Martínez Santamarta afirmó lo siguiente con respecto a esta unión matrimonial entre los reinos de Castilla y Noruega, pues Alfonso X quiería:

conseguir apoyo militar, en el caso de que tuviese que defender con las armas sus ambiciones imperiales, y asistencia material, especialmente naves, para su proyecto africano. A los noruegos les interesaba también ese contacto, más que nada por motivos comerciales, pues necesitaban trigo que se producía en abundancia en Castilla.

A su llegada a la corte, que se hallaba en la ciudad de Valladolid en enero de 1258, la princesa Cristina fue presentada a los hermanos del rey y sobre todo a los infantes Fadrique y Felipe, entre los que debía escoger esposo. Al parecer, a la princesa le agradó el infante Felipe más que el infante Fadrique, debido a una cicatriz que este último tenía en el labio y que le desfiguraba el rostro. No obstante, en un documento posterior, Alfonso X el Sabio reconoció que había sido decisión suya que la princesa noruega contrajese matrimonio con su hermano Felipe, y posiblemente, como señaló Kinkade:

Lo que inclinaría a Alfonso X a favor del infante don Felipe fue sin duda la falta de interés de su hermano por la carrera eclesiástica y el convencimiento de que el matrimonio de Felipe ofrecía la oportunidad para instalar a un personaje más fiable y experimentado en la sede de Sevilla, Remondo de Losana, obispo de Segovia y gran amigo y aliado del infante don Manuel.

El matrimonio entre el infante Felipe y la princesa Cristina se celebró el día 31 de marzo de 1258 en Valladolid y de modo fastuoso. Alfonso X el Sabio concedió entonces varios señoríos y posesiones al infante Felipe, entre los que se contaban la martiniega, el portazgo, la renta de los judíos y los restantes pechos reales de Ávila, así como las tercias del arzobispado de Toledo y las de los obispados de Ávila y Segovia, las rentas que pagaban al rey los musulmanes del Valle de Purchena y la heredad de Valdecorneja, compuesta por las villas de El Barco de Ávila, Piedrahíta, La Horcajada y Almirón. La vacante que el infante Felipe dejaba en el arzobispado de Sevilla, no fue cubierta hasta mayo del año 1259, cuando el papa Alejandro IV designó a Raimundo de Losana arzobispo de Sevilla.

En la Crónica de Alfonso X se afirma, con respecto a la concesión de esas posesiones al infante que: «lo cual nunca quiso hacer ningún Rey a ninguno de sus hermanos, ni a otro ninguno darle cosa en ningún lugar de las Extremaduras», por lo que de ese modo quedaba compensada parcialmente la pérdida que sufrió el infante con la renuncia a la archidiócesis sevillana, como señaló Ballesteros Beretta.

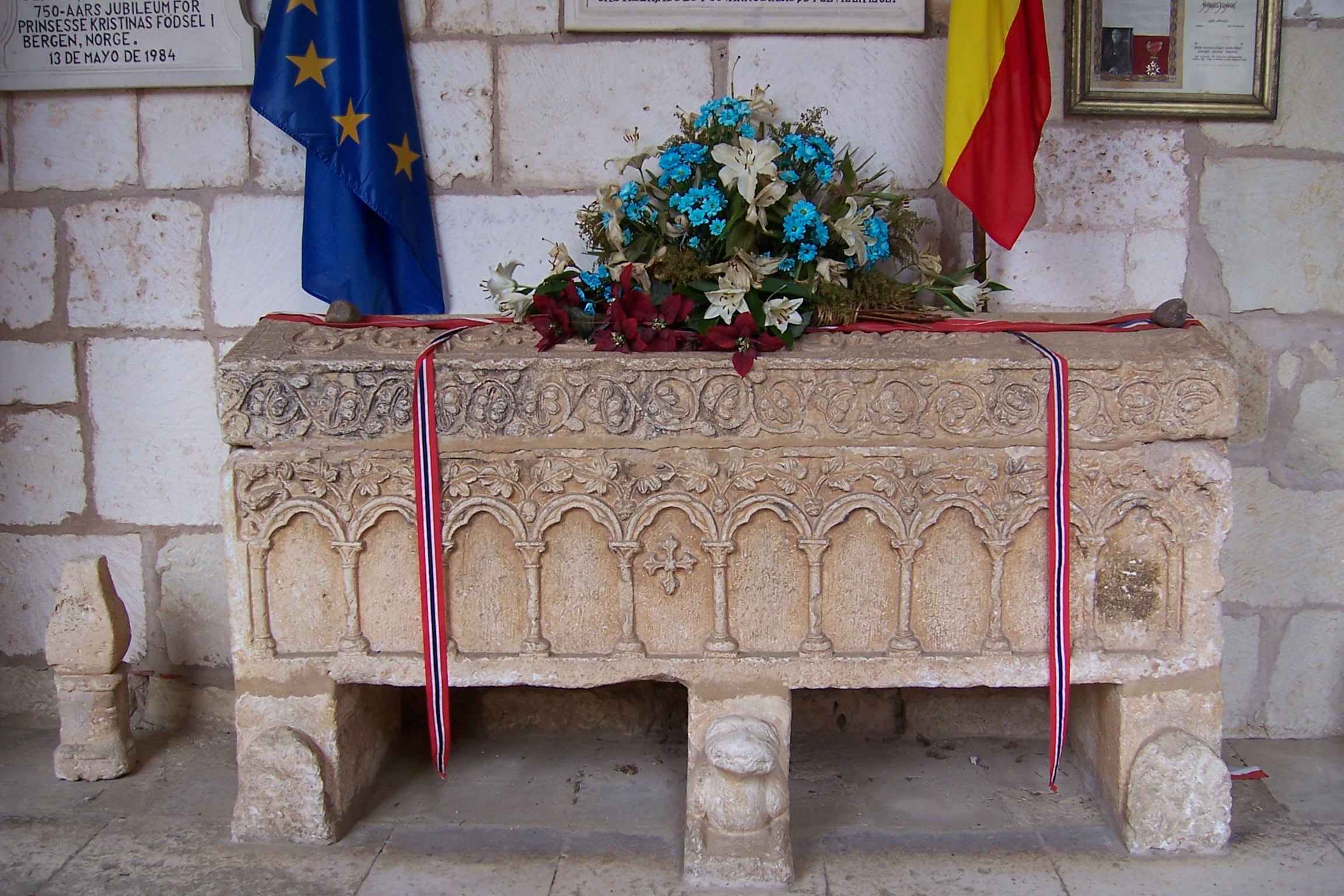
Sepulcro de la princesa Cristina de Noruega. (Colegiata de Covarrubias).

Los recién casados se establecieron en la collación de San Lorenzo de Sevilla, y posiblemente en alguna de las partes del palacio de Vib-Arragel, que en esos momentos pertenecía al infante Fadrique, hermano de Felipe, que fue quien ordenó construir la llamada Torre de Don Fadrique, propiedad en la actualidad del Ayuntamiento de Sevilla. Y una prueba de que el infante Felipe residía en la capital hispalense es que cuando en 1260 el infante Sancho de Castilla, que era hijo de Fernando III y arzobispo de Toledo en esos momentos, pretendió entrar en Sevilla con la «cruz alzada», el arzobispo de Sevilla, Raimundo de Losana, se opuso enérgicamente a ello para defender sus privilegios, pero el rey Alfonso X, en presencia de sus hermanos Felipe, Manuel y Luis confirmó el 14 de diciembre de ese año que ni la archidiócesis de Toledo ni la de Sevilla se verían perjudicadas por «aquel caso aislado».
 

Cerca del palacio en el que residían los infantes Felipe y Cristina se hallaba la ermita y hospital de Santa Bárbara, junto a la iglesia de San Lorenzo, y en dicha ermita, según algunos testimonios, el infante había colocado una gran pintura que representaba a Nuestra Señora de Rocamador, a quien se veneraba mucho en Francia. Y según la tradición, el infante habría traído esa imagen, ante la que se postraría muchas veces la princesa Cristina, de París en su último viaje a dicha ciudad, habiendo sido un regalo por parte de su tío San Luis, rey de Francia. Y el infante Felipe, que al parecer «mimaba con sumo cuidado a su esposa», debió levantar también en la iglesia del hospital de Santa Bárbara un altar a Olaf II el Santo, más conocido como San Olaf, que murió en la batalla de Stiklestad luchando contra los daneses y a quien se profesa una gran devoción en Noruega. Además, según Hernández Parrales, en el siglo XIV se hizo una reproducción del cuadro de la Virgen de Rocamador en una pintura mural que aún se conserva en la parroquia de San Lorenzo de Sevilla y de la que otros autores, como el historiador Manuel Jesús Roldán, aseguran que fue realizada a finales del siglo XIV y que es una imagen «cargada de leyendas y de referencias apócrifas».

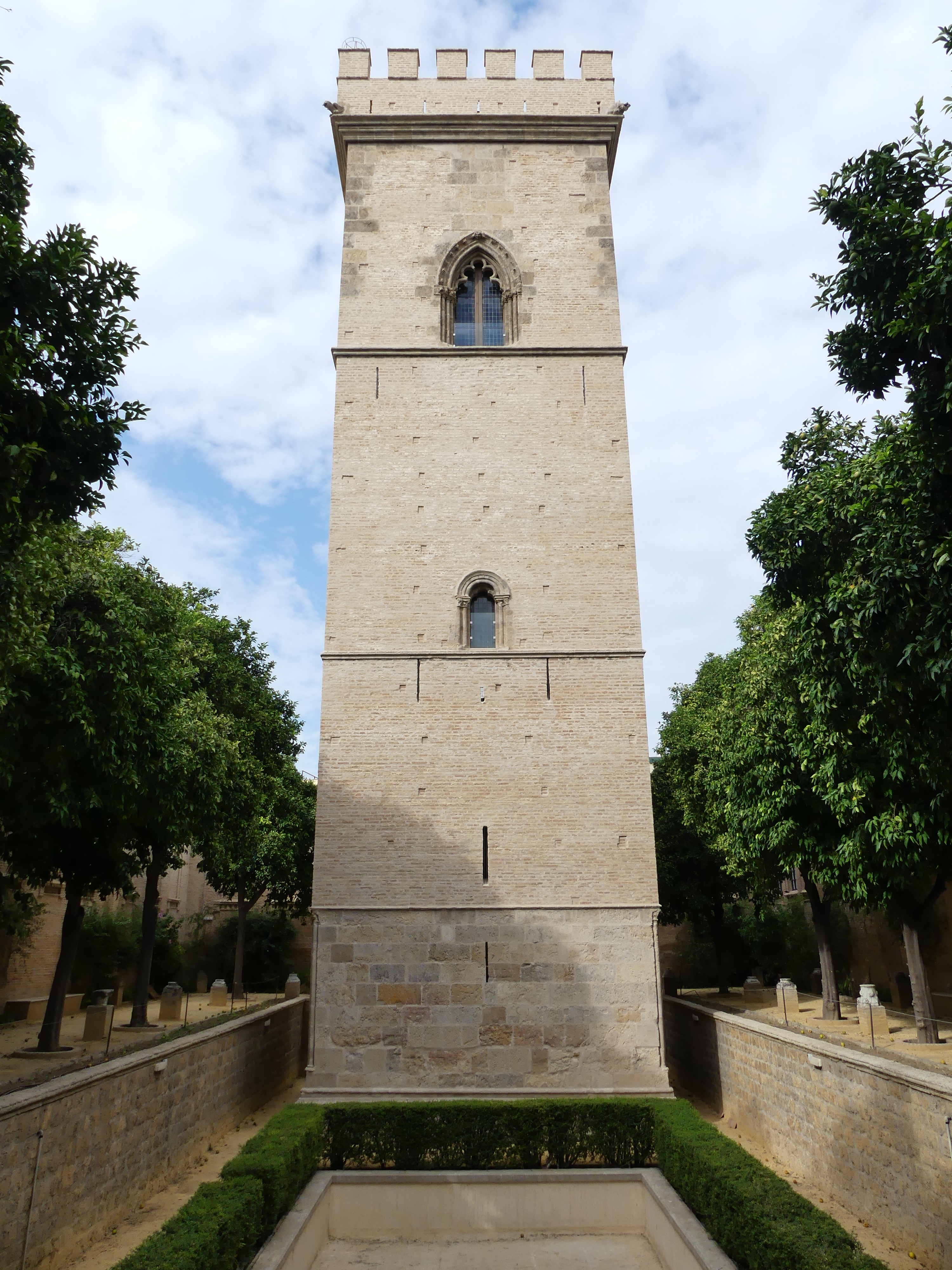
Torre de Don Fadrique. (Sevilla).

El infante Felipe estuvo presente en las Cortes de Sevilla de 1261. Y, por otra parte, la tradición señala que la princesa Cristina, que añoraba su país natal, y a pesar de los cuidados que le prodigaba su esposo, murió de melancolía a los veintiocho años de edad y tras cuatro de matrimonio con el hijo de San Fernando. Y conviene señalar, por otra parte y como advirtió el profesor Kinkade, que el infante Felipe, según consignó su sobrino Don Juan Manuel en el Libro de la caza, fue muy aficionado a esta al igual que sus hermanos Enrique, Manuel y Alfonso X.
La realidad es, al menos según las crónicas de la época, que la princesa Cristina falleció en Sevilla en 1262 por causa del calor, al que no estaba acostumbrada, según la Crónica de Alfonso X, y que fue enterrada en la Colegiata de Covarrubias, provocando su muerte en el infante Felipe, por no haberle dado hijos, «grandes estragos morales», lo que llevó al viudo a elegir «!o más peligroso del siglo andando en él harto mezclado en las inquietudes públicas con que perdió en todo la gracia de su hermano el Rey». Y el historiador Adrián Elías Negro Cortés, por su parte, afirmó, con respecto a la princesa Cristina y a las relaciones castellano-noruegas que:

En conclusión, la vida de Cristina de Tønsberg no pasa de ser una anécdota curiosa de una noruega viviendo en la Castilla del siglo XIII. El enlace no tuvo apenas efectos prácticos: Cristina murió sin descendencia, Alfonso X no mantuvo su posición de poder en Alemania durante mucho tiempo y Noruega no pudo ayudar a Castilla ni en el asalto al imperio ni en la lucha marítima en el Estrecho contra los musulmanes. Noruega y Castilla no volvieron a tratar de tejer una alianza durante lo que quedó de Edad Media. De no ser por la aparición del cuerpo de Cristina en 1958 nunca más nos habríamos acordado del personaje.

### Otros matrimonios (1262-1272)
Tras la muerte de Cristina de Noruega en 1262, el infante Felipe contrajo matrimonio con una dama llamada Inés de Guevara, de quien hasta ahora se desconoce su filiación exacta, aunque sí está documentado que pertenecía al linaje de los Guevara, que falleció en 1265 y que está sepultada junto al infante Felipe en la iglesia de Santa María la Blanca de Villalcázar de Sirga. Y conviene añadir que, en años anteriores, algunos eruditos identificaron a la segunda esposa del infante con Inés Rodríguez Girón, hija de Rodrigo González Girón, señor de Frechilla y Autillo de Campos y mayordomo mayor de Fernando III el Santo, y de su segunda esposa, Teresa López de Haro.

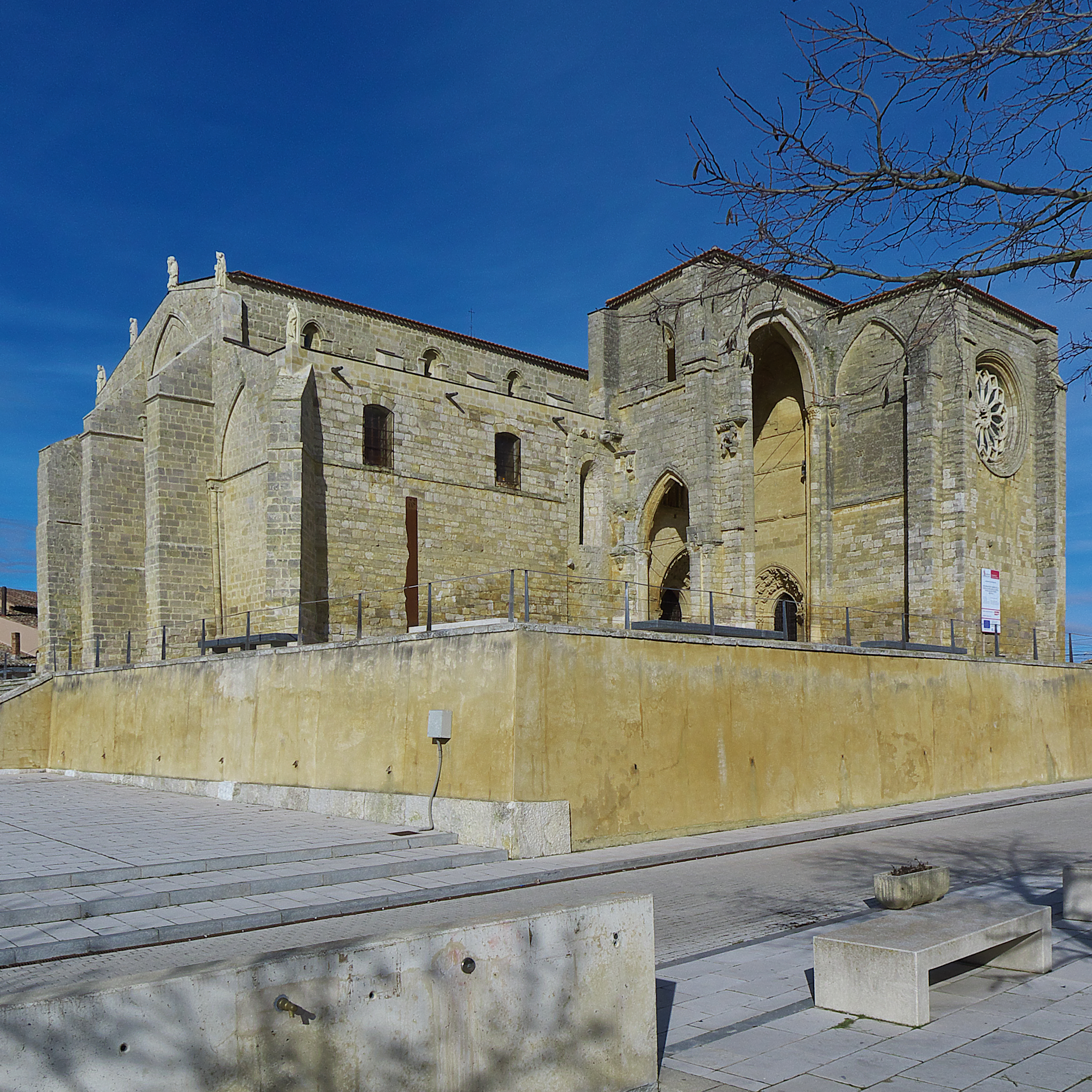
Fachada sur de la iglesia de Santa María la Blanca de Villalcázar de Sirga. (Provincia de Palencia).

Tras la muerte de Inés de Guevara en 1265, el infante se casó por tercera y última vez con Leonor Rodríguez de Castro, hija de Rodrigo Fernández de Castro, a quien Salazar y Acha llama Guerau Rodrigo de Castro, y que fue señor de Cigales, Mucientes y Santa Olalla, y que era hijo a su vez de Guerau IV de Cabrera y de Elo Pérez de Castro, y de su esposa, Leonor González de Lara. Y el profesor Kinkade destacó el hecho de que, gracias a sus dos últimos matrimonios, el infante Felipe se mostró más partidario de sus familiares políticos que de su hermano el rey, opinión que concuerda con lo manifestado por Pérez Monzón, que señaló que al emparentar con la poderosa Casa de Castro, el infante parecía estar dando muestras de su descontento con la política del rey y. al mismo tiempo, de intentar establecer una «alianza con la alta nobleza».
El 24 de mayo de 1269, en la ciudad de Toledo, fue suscrito un importante acuerdo entre el infante Felipe y su tercera esposa, Leonor Rodríguez de Castro, con la Orden de Calatrava, en relación con ciertas rentas y posesiones que esperaban heredar de la antigua reina consorte de Portugal Mencía López de Haro, viuda de Sancho II de Portugal. Allí se acordó que la esposa del infante y su hermano, Fernán Ruiz de Castro renunciarían a lo que les correspondiese en la mitad de la villa de Paredes de Nava y en el Infantado de la reina Mencía en favor de la Orden de Calatrava a cambio de 15.000 maravedís. Y la mencionada Orden de caballería, por su parte, cedería al infante y a su esposa la tenencia de la bailía de Carmena vitaliciamente junto con todas sus rentas, las aceñas de Ronda y unas casas en Pedrañana, y a Fernán Ruiz de Castro y a su esposa, Urraca Díaz de Haro, la tenencia vitalicia del cillero de Magán.
Sin embargo, Alfonso X se opuso tajantemente al acuerdo alcanzado y persuadió a la reina Mencía para que nombrase su heredero al infante Fernando de la Cerda, primogénito y heredero de Alfonso X, por lo que en lo sucesivo el infante Felipe buscó la ocasión de vengarse de su hermano el rey. Y también está documentado que el infante Felipe estuvo presente en la boda de su sobrino, el infante Fernando de la Cerda, que se celebró el 30 de noviembre de 1269 en la ciudad de Burgos.

### La revuelta nobiliaria de 1272-1273 y la muerte del infante (1272-1274)

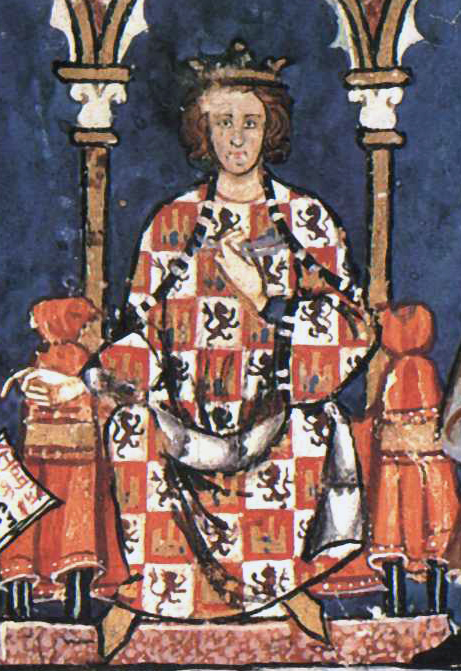
Miniatura medieval que representa a Alfonso X de Castilla.

A comienzos de 1272, un grupo de magnates, entre los que se contaban Nuño González de Lara el Bueno, Esteban Fernández de Castro, Simón Ruiz de los Cameros, señor de los Cameros, y Lope Díaz III de Haro, señor de Vizcaya, se reunió en el municipio burgalés de Lerma con el propósito de comprometerse a luchar contra Alfonso X el Sabio si no accedía a las reclamaciones de los allí reunidos, que acordaron que el infante Felipe de Castilla, presente en la reunión y portavoz de los conspiradores, debería entrevistarse con el rey de Navarra a fin de conseguir que este último les concediese asilo en su reino, si se veían obligados a abandonar Castilla. El infante Felipe, viudo de sus dos primeras esposas, estaba casado con Leonor Rodríguez de Castro, sobrina de Nuño González de Lara, pues era hija de su hermana, y como señaló Escalona Monge, en la revuelta nobiliaria de 1272 estaban implicados los jefes de las tres principales familias castellanas: Lara, Castro y Haro.
Nuño González de Lara se hallaba molesto con el rey debido, entre otras razones, a que el rey no accedió a entregarle Durango, a las críticas que el monarca hizo sobre su actuación en la defensa de Jerez de la Frontera y, tal vez, a la disconformidad del señor de la Casa de Lara con algunas actuaciones de Alfonso X en relación con el reino de Portugal, aunque la mayoría de los magnates castellanos coincidían sobre todo en su disconformidad con el modo de gobernar de Alfonso X, ya que todos ellos preferían el estilo de tiempos pasados, cuando los magnates desempeñaban un papel más destacado. Y, por lo que respecta al infante Felipe, algunos autores han destacado que el hermano de Alfonso X tomó parte en la conspiración contra este olvidando por completo las múltiples donaciones y mercedes que había recibido del monarca castellano.
Además, los nobles rebeldes, que eligieron al infante Felipe como su líder, se hallaban molestos con el rey por otras razones, como las enormes sumas gastadas por Alfonso X en el Fecho del Imperio, y los cuantiosos gastos ocasionados por la boda del infante Fernando de la Cerda, hijo y heredero de Alfonso X, con la princesa Blanca de Francia, a la que asistieron Jaime I de Aragón, abuelo del contrayente y suegro de Alfonso X, y gran número de príncipes, prelados y otros personajes de Francia, Inglaterra e Italia. Sin embargo, los hechos sugieren, como indicó Escalona Monge, que el verdadero cabecilla de la conjura era Nuño González de Lara el Bueno, ya que aunque el infante Felipe era «relevante» por su parentesco y cercanía con el rey, fue el señor de Lara quien puso en marcha la conspiración y quien buscó apoyo para los rebeldes en los reinos de Navarra y Granada.
Tras la reunión de los magnates conjurados en Lerma, Alfonso X intentó descubrir qué había ocurrido realmente en ella, comunicándose con su hermano el infante Felipe y con el señor de Lara. No obstante, el infante Felipe eludió responder a las cuestiones planteadas por su hermano, al tiempo que se excusaba de acudir junto con sus tropas a Andalucía en servicio del rey, pues adujo que se había producido un retraso en el cobro de su soldada anual, y comunicó a su hermano que su presencia en la reunión de Lerma era debida a los consejos y ayudas que el infante decía precisar, pues sostenía que sus viejos amigos habían fallecido y que non podía estar sin aver algunos amigos que le ayudasen e le consejasen.

            
Por su parte, y a pesar de haber tomado parte en ella, Nuño González de Lara comunicó al rey que el propósito de la reunión de Lerma no había sido el que le atribuían, e incluso se mostró dispuesto a colaborar con el monarca castellano-leonés a fin de que pudiesen ser recaudados nuevos servicios, además de los previstos, en Castilla y en la Extremadura, añadiendo que de ese modo el rey podría saldar su deuda con los nobles, pues les debía varias soldadas. A comienzos de julio de 1272, Alfonso X ordenó a Nuño González de Lara, a su hermano el infante Felipe, y a todos los magnates y ricoshombres del reino que acudiesen con sus hombres a Sevilla para ayudar al infante Fernando de la Cerda, que en esos momentos defendía la frontera de los ataques musulmanes, y la respuesta unánime de todos los participantes en la conjura nobiliaria fue negarse a acudir, a menos que el rey se entrevistase antes con ellos. Por su parte, Nuño González de Lara fingió apartarse de los conspiradores e informó al rey de los contactos mantenidos por los magnates sublevados con el rey de Navarra, aunque, poco después, fueron descubiertas una serie de cartas que probaron que en la conjura se hallaba involucrado el sultán de los benimerines, que deseaba debilitar la posición del monarca castellano. A pesar del descubrimiento de las cartas que probaban la traición de los nobles, Alfonso X las ignoró y se dispuso a negociar con los sublevados, aunque les ordenó que suspendiesen sus conversaciones con el rey de Navarra, orden que fue desobedecida por ellos, y por su parte, Nuño González de Lara declaró roto su compromiso con Alfonso X el Sabio, que le obligaba a no establecer posturas con musulmanes o cristianos sin antes hacerlo saber al rey.

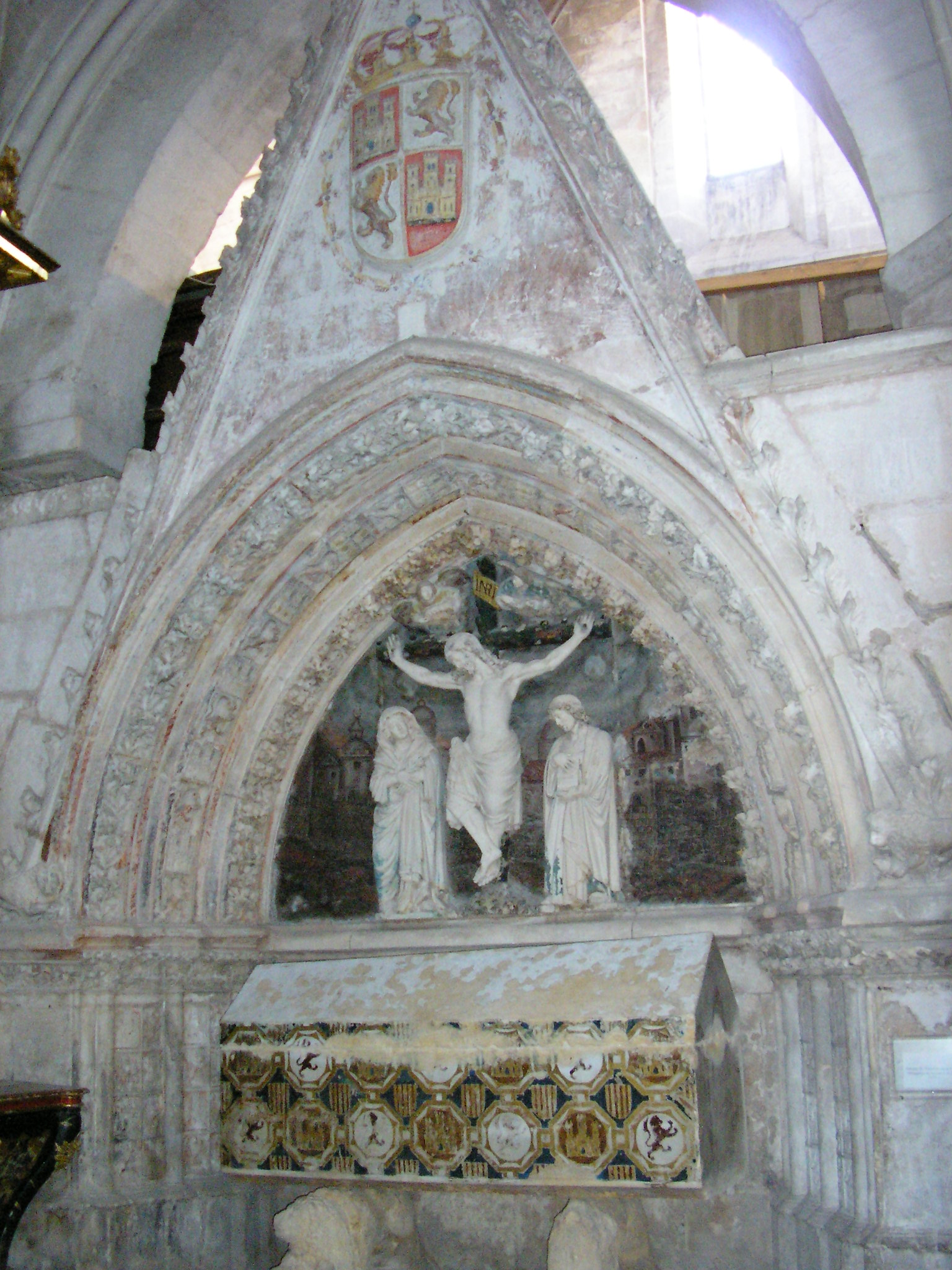
Sepulcro del infante Fernando de la Cerda, hijo y heredero de Alfonso X. (Monasterio de las Huelgas de Burgos).

En septiembre de 1272 se reanudaron las negociaciones en la ciudad de Burgos entre el rey y los sublevados, aunque estos últimos se negaron a alojarse en la ciudad y lo hicieron en las aldeas cercanas, y desde allí comunicaron al rey que si deseaba transmitirles algún mensaje lo hiciese por medio de sus emisarios. Los conjurados presentaron entonces sus demandas al rey, quejándose de que el monarca les obligaba a regirse por el Fuero Real, de que en la Corte no hubiese jueces especiales para juzgar a los hidalgos según su fuero, de la actuación de los merinos y otros funcionarios de la Corona, y solicitaron además que se redujese la frecuencia de los servicios de Cortes, que se les eximiera del pago de la alcabala municipal de Burgos, y que el rey no fundase más pueblas nuevas en Castilla y León. Y Alfonso X, por su parte, pactó poco después una alianza con el reino de Navarra, anulando con ello los acuerdos establecidos entre los magnates sublevados y el monarca navarro.
Tras las Cortes de Burgos de 1272, en las que parecía que el soberano castellano alcanzaría un acuerdo con los magnates sublevados, se rompieron las negociaciones y los sublevados, incluidos el infante Felipe de Castilla y Nuño González de Lara, partieron hacia el reino de Granada, a pesar de que Alfonso X hizo un último intento de persuadirles para que no abandonasen el reino, por medio de los infantes Fernando de la Cerda, su hijo primogénito, y de su hermano Manuel de Castilla. Antes de dirigirse a Granada, los magnates saquearon el territorio, robando ganado y devastando algunas tierras a su paso, a pesar de que el rey les envió mensajeros, portando cartas en las que se recordaba a los rebeldes los favores que habían recibido de él, así como su traición al romper sus vínculos vasalláticos con el soberano. A Nuño González de Lara le reprochó que, durante su juventud, le había entregado la tenencia de Écija, a pesar de la oposición de su padre, Fernando III el Santo.

No obstante, los magnates sublevados desoyeron las exhortaciones del rey y se dirigieron a Granada, donde fueron acogidos con todos los honores por el rey Muhammad I de Granada, después de haber firmado un acuerdo con él en Sabiote, en el que los nobles firmantes se comprometieron con el soberano granadino a prestarse ayuda mutuamente contra Alfonso X el Sabio, hasta que el monarca castellano-leonés accediera a sus demandas. El acuerdo de Sabiote fue rubricado, entre otros, por el infante Felipe de Castilla, Nuño González de Lara el Bueno, Lope Díaz III de Haro, señor de Vizcaya, Esteban Fernández de Castro, Diego López de Haro y Álvar Díaz de Asturias.

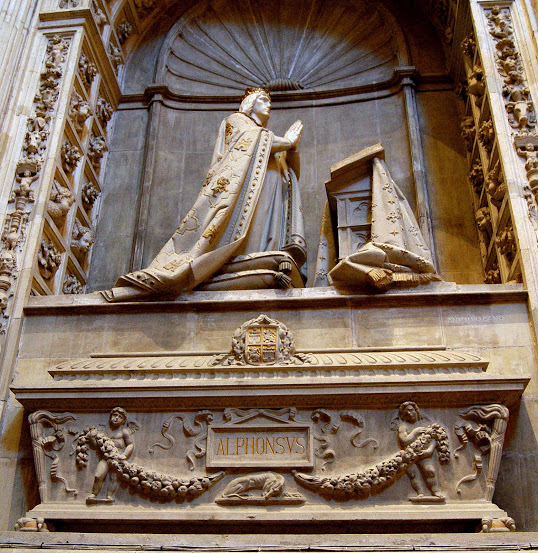
Sepulcro de Alfonso X de Castilla. (Capilla Real de la catedral de Sevilla).

Según Hernández Parrales, el rey nazarí de Granada aposentó al infante Felipe en el palacio fortificado conocido como Alcázar Genil, situado a las afueras de Granada, y a los demás nobles les alojó en unas casas principales de la ciudad. Al parecer, el monarca granadino intentó poner a prueba a los castellanos exiliados y los hizo formar parte de un cuerpo de ejército puesto a las órdenes de su hijo y heredero, que lo empleó en someter a los valíes rebeldes de Málaga, Guadix y Comares, y tanto el infante Felipe como el señor de Lara tuvieron «una gran amistad personal» con el heredero del rey de Granada. Y está documentado que en 1272 el infante Felipe, con el correspondiente permiso de su esposa, Leonor Rodríguez de Castro, eximió a los caballeros de Santa Olalla del pago de cualquier pecho, a condición de que acudieran a alarde con sus armas y caballos en el día de San Cebrián, de modo similar a como se realizaba en las ciudades de Toledo y Talavera. El texto original de este privilegio, que data de 1272, fue copiado en un libro manuscrito de 1756 conservado en la Biblioteca Nacional de España.
Los magnates rebeldes permanecieron al servicio del sultán granadino durante un año, y el 23 de enero de 1273, y en la ciudad de Tudela, el infante Felipe, Nuño González de Lara y sus hijos Juan Núñez de Lara y Nuño González de Lara, Lope Díaz III de Haro y Álvar Díaz de Asturias, entre otros magnates, rindieron homenaje a Enrique I de Navarra, rey de Navarra y conde de Champagne, al que presentaron un memorial de los agravios que decían haber recibido de Alfonso X el Sabio, y las reclamaciones que ellos le hacían, quedando de ese modo los magnates liberados de los compromisos contraídos con el monarca castellano, al tiempo que, sin menoscabo de su honor, pasaban a servir al monarca navarro, del mismo modo que antes habían servido al rey musulmán de Granada. Y el infante y sus vasallos quedaban obligados a ayudar personalmente al monarca navarro en caso de que Alfonso X atacase su reino y se comprometían a no ir al Sacro Imperio ni a cualquier otra tierra fuera de la península ibérica sin mandato del rey de Navarra y a menos que Alfonso X fuese allí.

El rey envió al deán de la Catedral de Sevilla, Fernán Pérez, a parlamentar con el infante Felipe, a fin de persuadirle de que abandonase el partido de los nobles, aunque fracasó en su propósito. A principios de 1273 Juan Núñez de Lara, que hasta entonces había actuado de mediador junto con el obispo de Cuenca entre su padre, Nuño González de Lara, y el rey, abandonó a este último.

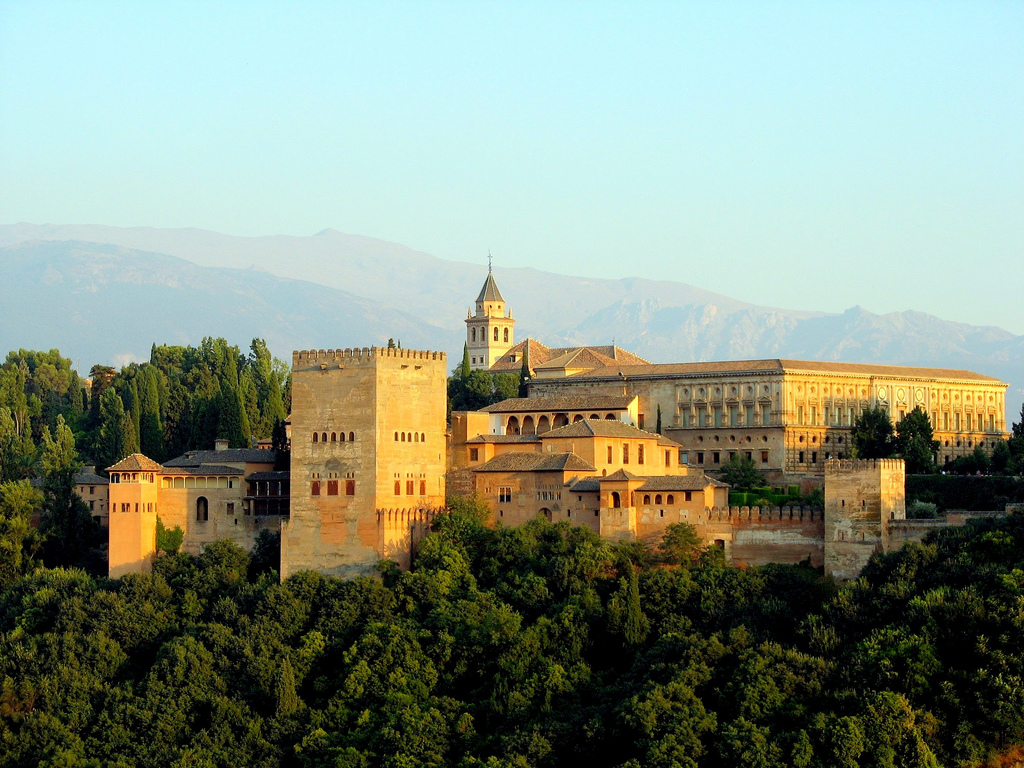
Vista de la Alhambra.

A pesar de lo anterior, Alfonso X el Sabio, que deseaba proseguir el Fecho del Imperio, permitió que algunos miembros de la familia real, entre los que se contaban los infantes Fernando de la Cerda y Manuel, la reina Violante de Aragón, el arzobispo Sancho de Aragón, hijo de Jaime I el Conquistador y hermano de la reina Violante, y los maestres de las Órdenes Militares, reanudasen las negociaciones con los magnates exiliados. Después de numerosas negociaciones, y aconsejado el rey, entre otros, por su hermano el infante Fadrique de Castilla y por Simón Ruiz de los Cameros, accedió a la mayoría de las demandas presentadas por los nobles exiliados a través de Nuño González de Lara, quien en 1273 se entrevistó con la reina Violante en la ciudad de Córdoba, y a finales de ese mismo año, los magnates exiliados regresaron al reino de Castilla y León, al tiempo que el rey Muhammad II de Granada se declaraba vasallo de Alfonso X, aunque la Crónica de este rey, erróneamente, sitúa estos acontecimientos en 1274.
Después de haber acompañado hasta Carmona al rey Muhammad II de Granada, que había acudido a Sevilla junto a los infantes y el resto de los exiliados, el infante Felipe dejó la Corte y, «abandonando las armas y la intriga», que habían quebrantado su salud, se retiró a Castilla la Vieja, mientras las relaciones con su hermano el rey entraban en una «fase de declive», según Kinkade.
La posición de los nobles quedó reforzada tras el regreso de los exiliados, al tiempo que la idea o «concepto» que Alfonso X tenía del poder real entraba en un «paréntesis de moderación y debilidad», como señaló Olga Pérez Monzón. Y en el mes de julio de 1273 volvieron a aparecer como confirmantes en los diplomas regios Fernando Rodríguez de Castro, Simón Ruiz de los Cameros y Diego López V de Haro, hermano menor de Lope Díaz III de Haro, mientras que este último, Nuño González de Lara, y su hijo Juan Núñez de Lara, no lo hicieron hasta principios de 1274. Nuño González de Lara volvió a aparecer como confirmante en los privilegios reales el 24 de enero de 1274, y no había confirmado ninguno desde el 15 de julio de 1272, y sería en esos momentos, a principios de 1274, cuando recibiría el nombramiento de adelantado mayor de la frontera de Andalucía, según refiere la Crónica de Alfonso X.
El infante Felipe falleció el 28 de noviembre de 1274, fecha que aparece esculpida en su sepulcro, y en opinión del profesor Kinkade, falleció en Villalcázar de Sirga y resulta muy llamativo el hecho de que ni la Crónica de Alfonso X ni los documentos de la cancillería real mencionasen la defunción en su momento, aunque el aparatoso cortejo fúnebre representado en el sepulcro del infante desmiente la idea, en opinión de dicho autor, de que falleciera «en el anonimato». Y Sánchez Ameijeiras, por su parte, señaló que se desconoce el lugar de su defunción, que murió después de una «dolorosa enfermedad», y que su cadáver fue embalsamado lentamente, a fin de que sus restos pudieran ser trasladados hasta su lugar de entierro definitivo.

## Sepultura

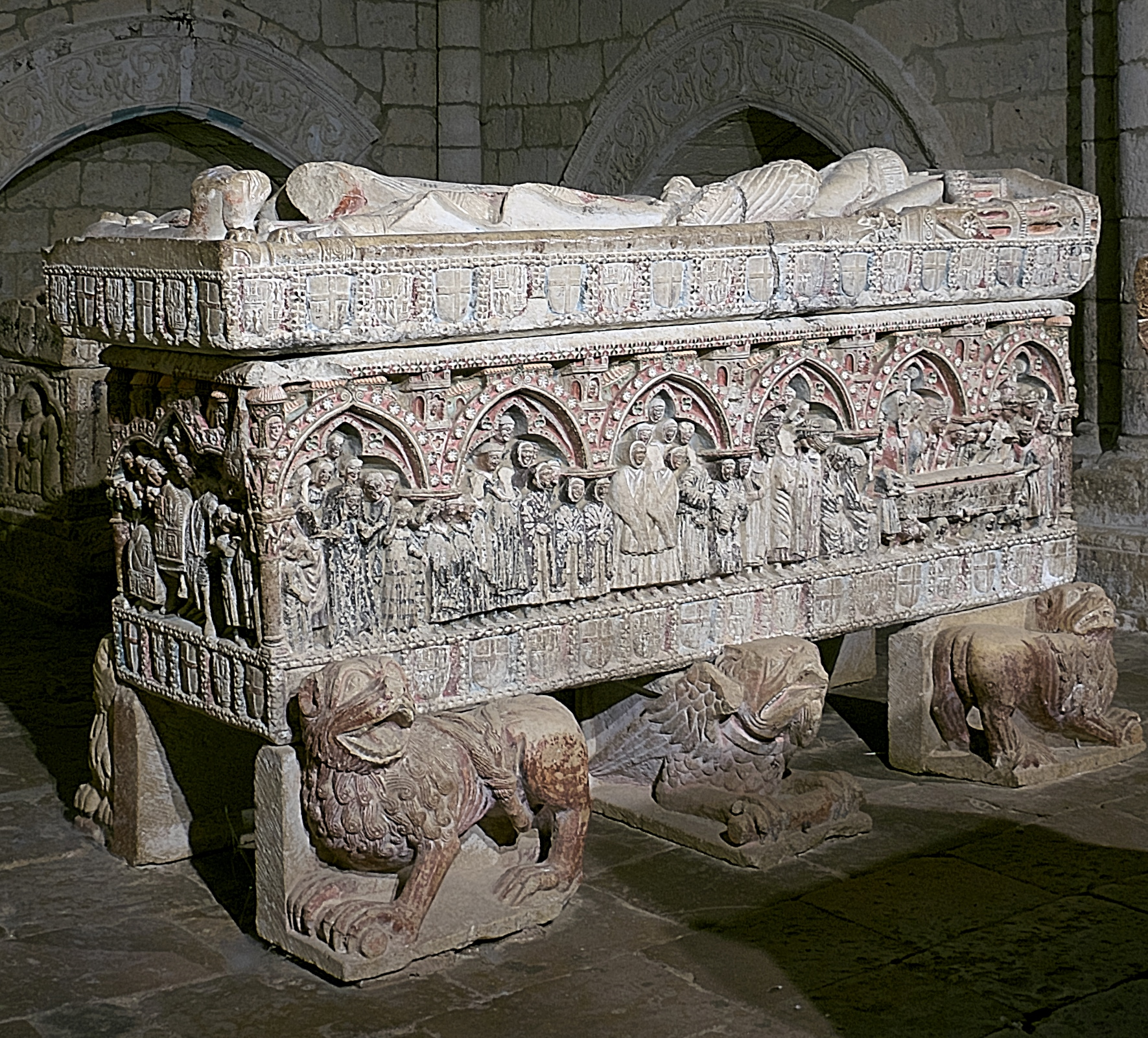
Sepulcro del infante Felipe de Castilla. Iglesia de Santa María la Blanca de Villalcázar de Sirga.

A su muerte, el cadáver del infante Felipe de Castilla recibió sepultura en la Iglesia de Santa María la Blanca de Villalcázar de Sirga, templo vinculado a la Orden del Temple, y situado en la localidad palentina de Villalcázar de Sirga, que dista seis kilómetros de la localidad de Carrión de los Condes. Y en el sepulcro del infante, que está adornado con unos cuarenta y tres escudos de la Orden del Templo, fue colocado un epitafio en latín que traducido al castellano viene a decir:

En la era de mil trescientos doce a veintiocho del mes de noviembre, víspera de San Saturnino, murió el infante don Felipe, varón nobilísimo, hijo del rey Fernando su padre, cuya sepultura está en Sevilla, cuya alma descanse en paz, amén. Mas el hijo yace aquí en la Iglesia de la Bienaventurada María de Villa-Sirga, cuya alma sea encomendada a Dios Omnipotente, por intercesión de todos los Santos. Recen todos el Padre nuestro y Ave María.

En el mismo templo se encuentra el sepulcro de Inés de Guevara, la segunda esposa del infante, aunque en el pasado se supuso que en dicho sepulcro había sido sepultada la tercera esposa del infante, Leonor Rodríguez de Castro, o incluso una hija del infante Felipe llamada Beatriz Fernández, algo desmentido por los escudos y emblemas heráldicos esculpidos en el sepulcro, que no se corresponden con los de la Casa de Castro, sino con los de las familias Guevara y Girón.
Los restos del infante Felipe descansan en un sepulcro gótico, colocado en la capilla de Santiago del templo. Al lado del sepulcro donde yace el infante, se encuentra el sepulcro que cobija los restos de su segunda esposa. En la misma capilla se encuentra un tercer sepulcro, realizado en el siglo XIV, en el que se encuentra sepultado un caballero de la Orden de Santiago. Los sepulcros del infante Felipe y de su segunda esposa estuvieron colocados en el pasado en el coro del templo, hasta que la Comisión de Monumentos de la provincia decidió trasladarlos a la capilla de Santiago.
Según el heraldista Faustino Menéndez Pidal de Navascués, se desconocen las circunstancias, aunque posiblemente estuvieran relacionadas con las «intrigas políticas de aquellos revueltos años», que llevaron a que el infante Felipe recibiera sepultura en Villalcázar de Sirga, que pertenecía a la familia de su segunda esposa, y junto a esta, por lo que tal vez, y según dicho erudito, Leonor Rodríguez de Castro, la tercera esposa del infante, no convivía con su esposo desde que en 1272 este último abandonó Castilla y se encaminó al reino nazarí de Granada.

## Matrimonios y descendencia

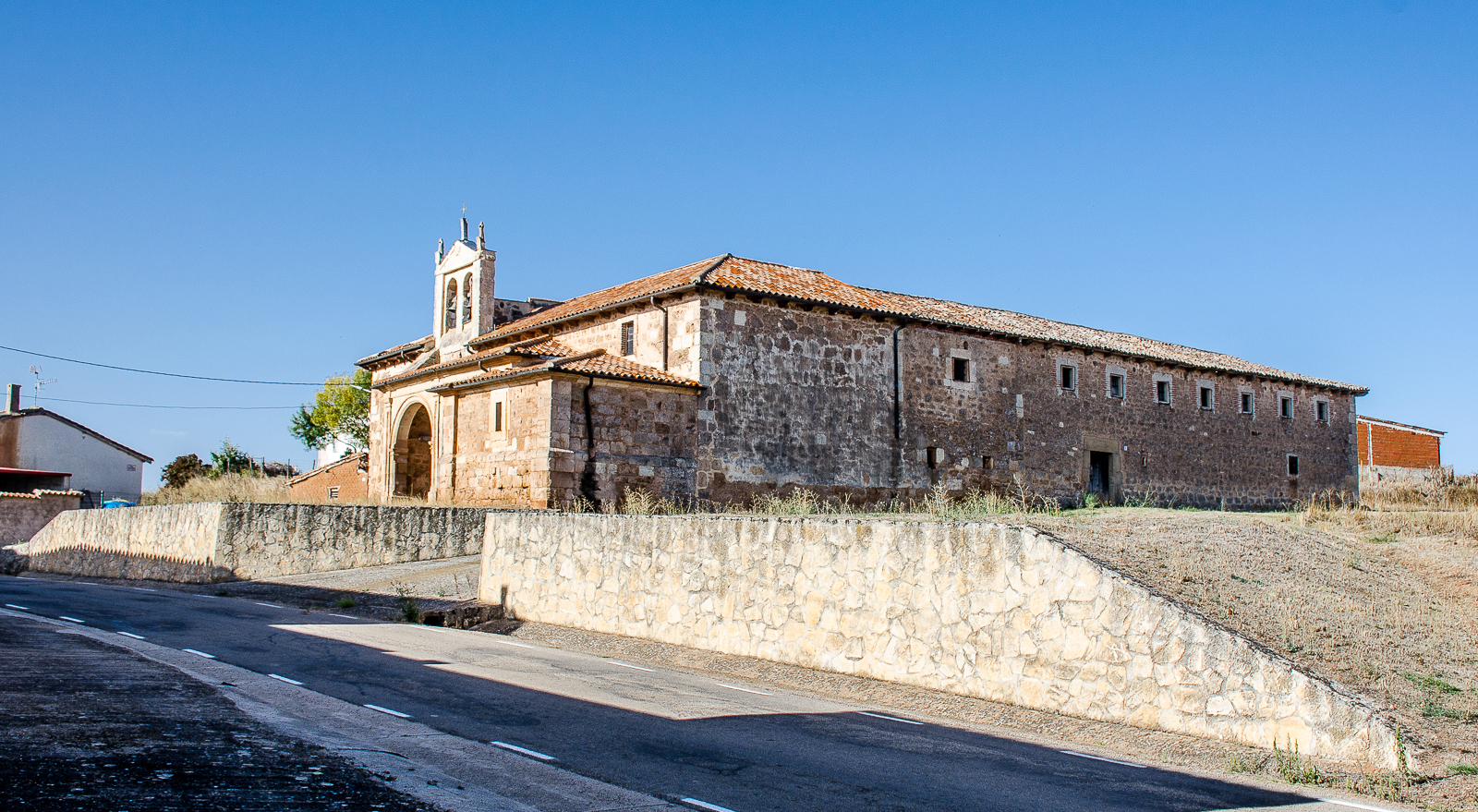
Iglesia y casa de San Félix mártir, que antiguamente fue el monasterio de las monjas calatravas de San Felices de Amaya.

Contrajo matrimonio por primera vez, el día 31 de marzo de 1258, con la princesa Cristina de Noruega, hija del rey Haakon IV de Noruega, aunque la princesa falleció en la ciudad de Sevilla en 1262, sin haber dejado descendencia, y fue sepultada en la Colegiata de San Cosme y San Damián de Covarrubias, de la que fue abad el infante Felipe antes de renunciar a sus cargos eclesiásticos.
Viudo de su primera esposa, el infante Felipe contrajo un segundo matrimonio con Inés de Guevara, junto a quien está sepultado en la iglesia de Santa María la Blanca en Villalcázar de Sirga, y con quien tampoco logró tener descendencia. Y a la muerte de su segunda esposa, ocurrida en 1265, el infante se casó por tercera y última vez con Leonor Rodríguez de Castro, con quien tuvo un hijo varón:
- Felipe de Castilla (nacido entre 1271 y 1274). Falleció en la infancia, siendo sepultado junto a su madre en el convento de San Felices de Amaya, actualmente en estado ruinoso y perteneciente a la Orden de Calatrava.[37][4]

Fruto de diversas relaciones extramatrimoniales, el infante Felipe tuvo varios hijos con mujeres de las que se desconoce el nombre:
- Beatriz Fernández (m. después de 1321), monja en el Monasterio de Santa María la Real de Las Huelgas en Burgos. En julio de 1290, la abadesa de dicho monasterio le otorgó licencia, permitiéndole disponer de su patrimonio según su criterio.[104] En enero de 1295, retornó la aldea San Cristóbal del Monte con todos sus heredamientos, pechos, y derechos, al consejo de Belorado, a cuya jurisdicción había pertenecido hasta que el rey Sancho IV de Castilla la segregó de su término para donársela en el año 1288.[105] Y por último conviene señalar que la infanta Blanca de Portugal, hija de Alfonso III de Portugal y señora del monasterio de las Huelgas de Burgos, le legó en su testamento la suma de dos mil maravedíes.[96]

- Alfonso Fernández (c. 1263-1284). Desempeñó en 1283 el cargo de mayordomo mayor de su tío, Alfonso X el Sabio, quien se refirió a él en su testamento llamándolo «nuestro sobrino y consejero».[106][107]
- Fernando Alfonso. En 1284 recibió un legado de su hermano, Alfonso Fernández.[108]

El genealogista e historiador José Pellicer de Ossau dejó constancia en su obra de la existencia de otra hija nacida de la unión del infante Felipe con su tercera esposa, llamada Beatriz, aunque Luis de Salazar y Castro desmintió dicha filiación basándose en el testamento de Leonor Rodríguez de Castro, la tercera esposa del infante Felipe, ya que en ese documento no se la menciona en absoluto. Sin embargo, algunos autores aseguraron que esta Beatriz contrajo matrimonio con Diego Pérez Sarmiento, con quien tuvo descendencia, y que fue una insigne benefactora de la Abadía de Santa María de Benevívere.

## Ancestros
| \| \| \| \| \| \| \| \| \| \| \| \| \| \| \| \| \| \| \| \| 16. Alfonso VII de León \| \| \| \| \| \| \| \| \| \| \| \| \| \| \| \| \| \| \| \| \| \| \| \| \| \| \| \| \| \| \| \| \| \| \| \| \| \| \| \| \| \| \| \| \| \| \| \| \| \| \| \| \| \| 8. Fernando II de León \| \| \| \| \| \| \| \| \| \| \| \| \| \| \| \| \| \| \| \| \| \| \| \| \| \| \| \| \| \| \| \| \| \| \| \| \| \| \| \| \| \| \| \| \| \| \| \| \| \| \| \| \| \| 17. Berenguela de Barcelona \| \| \| \| \| \| \| \| \| \| \| \| \| \| \| \| \| \| \| \| \| \| \| \| \| \| \| \| \| \| \| \| \| \| \| \| \| \| \| \| \| \| \| \| \| \| \| \| \| \| \| \| \| \| 4. Alfonso IX de León \| \| \| \| \| \| \| \| \| \| \| \| \| \| \| \| \| \| \| \| \| \| \| \| \| \| \| \| \| \| \| \| \| \| \| \| \| \| \| \| \| \| \| \| \| \| \| \| \| \| \| \| \| \| 18. Alfonso I Enríquez \| \| \| \| \| \| \| \| \| \| \| \| \| \| \| \| \| \| \| \| \| \| \| \| \| \| \| \| \| \| \| \| \| \| \| \| \| \| \| \| \| \| \| \| \| \| \| \| \| \| \| \| \| \| 9. Urraca de Portugal \| \| \| \| \| \| \| \| \| \| \| \| \| \| \| \| \| \| \| \| \| \| \| \| \| \| \| \| \| \| \| \| \| \| \| \| \| \| \| \| \| \| \| \| \| \| \| \| \| \| \| \| \| \| 19. Mafalda de Saboya \| \| \| \| \| \| \| \| \| \| \| \| \| \| \| \| \| \| \| \| \| \| \| \| \| \| \| \| \| \| \| \| \| \| \| \| \| \| \| \| \| \| \| \| \| \| \| \| \| \| \| \| \| \| 2. Fernando III de Castilla \| \| \| \| \| \| \| \| \| \| \| \| \| \| \| \| \| \| \| \| \| \| \| \| \| \| \| \| \| \| \| \| \| \| \| \| \| \| \| \| \| \| \| \| \| \| \| \| \| \| \| \| \| \| 20. Sancho III de Castilla \| \| \| \| \| \| \| \| \| \| \| \| \| \| \| \| \| \| \| \| \| \| \| \| \| \| \| \| \| \| \| \| \| \| \| \| \| \| \| \| \| \| \| \| \| \| \| \| \| \| \| \| \| \| 10. Alfonso VIII de Castilla \| \| \| \| \| \| \| \| \| \| \| \| \| \| \| \| \| \| \| \| \| \| \| \| \| \| \| \| \| \| \| \| \| \| \| \| \| \| \| \| \| \| \| \| \| \| \| \| \| \| \| \| \| \| 21. Blanca Garcés de Pamplona \| \| \| \| \| \| \| \| \| \| \| \| \| \| \| \| \| \| \| \| \| \| \| \| \| \| \| \| \| \| \| \| \| \| \| \| \| \| \| \| \| \| \| \| \| \| \| \| \| \| \| \| \| \| 5. Berenguela de Castilla \| \| \| \| \| \| \| \| \| \| \| \| \| \| \| \| \| \| \| \| \| \| \| \| \| \| \| \| \| \| \| \| \| \| \| \| \| \| \| \| \| \| \| \| \| \| \| \| \| \| \| \| \| \| 22. Enrique II de Inglaterra \| \| \| \| \| \| \| \| \| \| \| \| \| \| \| \| \| \| \| \| \| \| \| \| \| \| \| \| \| \| \| \| \| \| \| \| \| \| \| \| \| \| \| \| \| \| \| \| \| \| \| \| \| \| 11. Leonor Plantagenet \| \| \| \| \| \| \| \| \| \| \| \| \| \| \| \| \| \| \| \| \| \| \| \| \| \| \| \| \| \| \| \| \| \| \| \| \| \| \| \| \| \| \| \| \| \| \| \| \| \| \| \| \| \| 23. Leonor de Aquitania \| \| \| \| \| \| \| \| \| \| \| \| \| \| \| \| \| \| \| \| \| \| \| \| \| \| \| \| \| \| \| \| \| \| \| \| \| \| \| \| \| \| \| \| \| \| \| \| \| \| \| \| \| \| 1. Felipe de Castilla \| \| \| \| \| \| \| \| \| \| \| \| \| \| \| \| \| \| \| \| \| \| \| \| \| \| \| \| \| \| \| \| \| \| \| \| \| \| \| \| \| \| \| \| \| \| \| \| \| \| \| \| \| \| 24. Federico II de Suabia \| \| \| \| \| \| \| \| \| \| \| \| \| \| \| \| \| \| \| \| \| \| \| \| \| \| \| \| \| \| \| \| \| \| \| \| \| \| \| \| \| \| \| \| \| \| \| \| \| \| \| \| \| \| 12. Federico I Barbarroja \| \| \| \| \| \| \| \| \| \| \| \| \| \| \| \| \| \| \| \| \| \| \| \| \| \| \| \| \| \| \| \| \| \| \| \| \| \| \| \| \| \| \| \| \| \| \| \| \| \| \| \| \| \| 25. Judith de Baviera \| \| \| \| \| \| \| \| \| \| \| \| \| \| \| \| \| \| \| \| \| \| \| \| \| \| \| \| \| \| \| \| \| \| \| \| \| \| \| \| \| \| \| \| \| \| \| \| \| \| \| \| \| \| 6. Felipe de Suabia \| \| \| \| \| \| \| \| \| \| \| \| \| \| \| \| \| \| \| \| \| \| \| \| \| \| \| \| \| \| \| \| \| \| \| \| \| \| \| \| \| \| \| \| \| \| \| \| \| \| \| \| \| \| 26. Reinaldo III de Borgoña \| \| \| \| \| \| \| \| \| \| \| \| \| \| \| \| \| \| \| \| \| \| \| \| \| \| \| \| \| \| \| \| \| \| \| \| \| \| \| \| \| \| \| \| \| \| \| \| \| \| \| \| \| \| 13. Beatriz de Borgoña \| \| \| \| \| \| \| \| \| \| \| \| \| \| \| \| \| \| \| \| \| \| \| \| \| \| \| \| \| \| \| \| \| \| \| \| \| \| \| \| \| \| \| \| \| \| \| \| \| \| \| \| \| \| 27. Ágata de Lorena \| \| \| \| \| \| \| \| \| \| \| \| \| \| \| \| \| \| \| \| \| \| \| \| \| \| \| \| \| \| \| \| \| \| \| \| \| \| \| \| \| \| \| \| \| \| \| \| \| \| \| \| \| \| 3. Beatriz de Suabia \| \| \| \| \| \| \| \| \| \| \| \| \| \| \| \| \| \| \| \| \| \| \| \| \| \| \| \| \| \| \| \| \| \| \| \| \| \| \| \| \| \| \| \| \| \| \| \| \| \| \| \| \| \| 28. Andrónico Ducas Ángelo \| \| \| \| \| \| \| \| \| \| \| \| \| \| \| \| \| \| \| \| \| \| \| \| \| \| \| \| \| \| \| \| \| \| \| \| \| \| \| \| \| \| \| \| \| \| \| \| \| \| \| \| \| \| 14. Isaac II Ángelo \| \| \| \| \| \| \| \| \| \| \| \| \| \| \| \| \| \| \| \| \| \| \| \| \| \| \| \| \| \| \| \| \| \| \| \| \| \| \| \| \| \| \| \| \| \| \| \| \| \| \| \| \| \| 29. Eufrosine Castamonitissa \| \| \| \| \| \| \| \| \| \| \| \| \| \| \| \| \| \| \| \| \| \| \| \| \| \| \| \| \| \| \| \| \| \| \| \| \| \| \| \| \| \| \| \| \| \| \| \| \| \| \| \| \| \| 7. Irene Ángelo \| \| \| \| \| \| \| \| \| \| \| \| \| \| \| \| \| \| \| \| \| \| \| \| \| \| \| \| \| \| \| \| \| \| \| \| \| \| \| \| \| \| \| \| \| \| \| \| \| \| \| \| \| \| 30. \| \| \| \| \| \| \| \| \| \| \| \| \| \| \| \| \| \| \| \| \| \| \| \| \| \| \| \| \| \| \| \| \| \| \| \| \| \| \| \| \| \| \| \| \| \| \| \| \| \| \| \| \| \| 15. Irene Paleóloga? \| \| \| \| \| \| \| \| \| \| \| \| \| \| \| \| \| \| \| \| \| \| \| \| \| \| \| \| \| \| \| \| \| \| \| \| \| \| \| \| \| \| \| \| \| \| \| \| \| \| \| \| \| \| 31. \| \| \| \| \| \| \| \| \| \| \| \| \| \| \| \| \| \| \| \| \| \| \| \| \| \| \| \| \| \| \| \| \| \| \| \| \| \| \| \| \| \| \| \| \| \| \| \| \| \| \| \| |                               |  |  |  |  |  |  |  |  |  |  |  |  |  |  |  |
| |                               |  |  |  |  |  |  |  |  |  |  |  |  |  |  |  |
| | 16. Alfonso VII de León       |  |  |  |  |  |  |  |  |  |  |  |  |  |  |  |
| |                               |  |  |  |  |  |  |  |  |  |  |  |  |  |  |  |
| |                               |  |  |  |  |  |  |  |  |  |  |  |  |  |  |  |
| | 8. Fernando II de León        |  |  |  |  |  |  |  |  |  |  |  |  |  |  |  |
| |                               |  |  |  |  |  |  |  |  |  |  |  |  |  |  |  |
| |                               |  |  |  |  |  |  |  |  |  |  |  |  |  |  |  |
| | 17. Berenguela de Barcelona   |  |  |  |  |  |  |  |  |  |  |  |  |  |  |  |
| |                               |  |  |  |  |  |  |  |  |  |  |  |  |  |  |  |
| |                               |  |  |  |  |  |  |  |  |  |  |  |  |  |  |  |
| | 4. Alfonso IX de León         |  |  |  |  |  |  |  |  |  |  |  |  |  |  |  |
| |                               |  |  |  |  |  |  |  |  |  |  |  |  |  |  |  |
| |                               |  |  |  |  |  |  |  |  |  |  |  |  |  |  |  |
| | 18. Alfonso I Enríquez        |  |  |  |  |  |  |  |  |  |  |  |  |  |  |  |
| |                               |  |  |  |  |  |  |  |  |  |  |  |  |  |  |  |
| |                               |  |  |  |  |  |  |  |  |  |  |  |  |  |  |  |
| | 9. Urraca de Portugal         |  |  |  |  |  |  |  |  |  |  |  |  |  |  |  |
| |                               |  |  |  |  |  |  |  |  |  |  |  |  |  |  |  |
| |                               |  |  |  |  |  |  |  |  |  |  |  |  |  |  |  |
| | 19. Mafalda de Saboya         |  |  |  |  |  |  |  |  |  |  |  |  |  |  |  |
| |                               |  |  |  |  |  |  |  |  |  |  |  |  |  |  |  |
| |                               |  |  |  |  |  |  |  |  |  |  |  |  |  |  |  |
| | 2. Fernando III de Castilla   |  |  |  |  |  |  |  |  |  |  |  |  |  |  |  |
| |                               |  |  |  |  |  |  |  |  |  |  |  |  |  |  |  |
| |                               |  |  |  |  |  |  |  |  |  |  |  |  |  |  |  |
| | 20. Sancho III de Castilla    |  |  |  |  |  |  |  |  |  |  |  |  |  |  |  |
| |                               |  |  |  |  |  |  |  |  |  |  |  |  |  |  |  |
| |                               |  |  |  |  |  |  |  |  |  |  |  |  |  |  |  |
| | 10. Alfonso VIII de Castilla  |  |  |  |  |  |  |  |  |  |  |  |  |  |  |  |
| |                               |  |  |  |  |  |  |  |  |  |  |  |  |  |  |  |
| |                               |  |  |  |  |  |  |  |  |  |  |  |  |  |  |  |
| | 21. Blanca Garcés de Pamplona |  |  |  |  |  |  |  |  |  |  |  |  |  |  |  |
| |                               |  |  |  |  |  |  |  |  |  |  |  |  |  |  |  |
| |                               |  |  |  |  |  |  |  |  |  |  |  |  |  |  |  |
| | 5. Berenguela de Castilla     |  |  |  |  |  |  |  |  |  |  |  |  |  |  |  |
| |                               |  |  |  |  |  |  |  |  |  |  |  |  |  |  |  |
| |                               |  |  |  |  |  |  |  |  |  |  |  |  |  |  |  |
| | 22. Enrique II de Inglaterra  |  |  |  |  |  |  |  |  |  |  |  |  |  |  |  |
| |                               |  |  |  |  |  |  |  |  |  |  |  |  |  |  |  |
| |                               |  |  |  |  |  |  |  |  |  |  |  |  |  |  |  |
| | 11. Leonor Plantagenet        |  |  |  |  |  |  |  |  |  |  |  |  |  |  |  |
| |                               |  |  |  |  |  |  |  |  |  |  |  |  |  |  |  |
| |                               |  |  |  |  |  |  |  |  |  |  |  |  |  |  |  |
| | 23. Leonor de Aquitania       |  |  |  |  |  |  |  |  |  |  |  |  |  |  |  |
| |                               |  |  |  |  |  |  |  |  |  |  |  |  |  |  |  |
| |                               |  |  |  |  |  |  |  |  |  |  |  |  |  |  |  |
| | 1. Felipe de Castilla         |  |  |  |  |  |  |  |  |  |  |  |  |  |  |  |
| |                               |  |  |  |  |  |  |  |  |  |  |  |  |  |  |  |
| |                               |  |  |  |  |  |  |  |  |  |  |  |  |  |  |  |
| | 24. Federico II de Suabia     |  |  |  |  |  |  |  |  |  |  |  |  |  |  |  |
| |                               |  |  |  |  |  |  |  |  |  |  |  |  |  |  |  |
| |                               |  |  |  |  |  |  |  |  |  |  |  |  |  |  |  |
| | 12. Federico I Barbarroja     |  |  |  |  |  |  |  |  |  |  |  |  |  |  |  |
| |                               |  |  |  |  |  |  |  |  |  |  |  |  |  |  |  |
| |                               |  |  |  |  |  |  |  |  |  |  |  |  |  |  |  |
| | 25. Judith de Baviera         |  |  |  |  |  |  |  |  |  |  |  |  |  |  |  |
| |                               |  |  |  |  |  |  |  |  |  |  |  |  |  |  |  |
| |                               |  |  |  |  |  |  |  |  |  |  |  |  |  |  |  |
| | 6. Felipe de Suabia           |  |  |  |  |  |  |  |  |  |  |  |  |  |  |  |
| |                               |  |  |  |  |  |  |  |  |  |  |  |  |  |  |  |
| |                               |  |  |  |  |  |  |  |  |  |  |  |  |  |  |  |
| | 26. Reinaldo III de Borgoña   |  |  |  |  |  |  |  |  |  |  |  |  |  |  |  |
| |                               |  |  |  |  |  |  |  |  |  |  |  |  |  |  |  |
| |                               |  |  |  |  |  |  |  |  |  |  |  |  |  |  |  |
| | 13. Beatriz de Borgoña        |  |  |  |  |  |  |  |  |  |  |  |  |  |  |  |
| |                               |  |  |  |  |  |  |  |  |  |  |  |  |  |  |  |
| |                               |  |  |  |  |  |  |  |  |  |  |  |  |  |  |  |
| | 27. Ágata de Lorena           |  |  |  |  |  |  |  |  |  |  |  |  |  |  |  |
| |                               |  |  |  |  |  |  |  |  |  |  |  |  |  |  |  |
| |                               |  |  |  |  |  |  |  |  |  |  |  |  |  |  |  |
| | 3. Beatriz de Suabia          |  |  |  |  |  |  |  |  |  |  |  |  |  |  |  |
| |                               |  |  |  |  |  |  |  |  |  |  |  |  |  |  |  |
| |                               |  |  |  |  |  |  |  |  |  |  |  |  |  |  |  |
| | 28. Andrónico Ducas Ángelo    |  |  |  |  |  |  |  |  |  |  |  |  |  |  |  |
| |                               |  |  |  |  |  |  |  |  |  |  |  |  |  |  |  |
| |                               |  |  |  |  |  |  |  |  |  |  |  |  |  |  |  |
| | 14. Isaac II Ángelo           |  |  |  |  |  |  |  |  |  |  |  |  |  |  |  |
| |                               |  |  |  |  |  |  |  |  |  |  |  |  |  |  |  |
| |                               |  |  |  |  |  |  |  |  |  |  |  |  |  |  |  |
| | 29. Eufrosine Castamonitissa  |  |  |  |  |  |  |  |  |  |  |  |  |  |  |  |
| |                               |  |  |  |  |  |  |  |  |  |  |  |  |  |  |  |
| |                               |  |  |  |  |  |  |  |  |  |  |  |  |  |  |  |
| | 7. Irene Ángelo               |  |  |  |  |  |  |  |  |  |  |  |  |  |  |  |
| |                               |  |  |  |  |  |  |  |  |  |  |  |  |  |  |  |
| |                               |  |  |  |  |  |  |  |  |  |  |  |  |  |  |  |
| | 30.                           |  |  |  |  |  |  |  |  |  |  |  |  |  |  |  |
| |                               |  |  |  |  |  |  |  |  |  |  |  |  |  |  |  |
| |                               |  |  |  |  |  |  |  |  |  |  |  |  |  |  |  |
| | 15. Irene Paleóloga?          |  |  |  |  |  |  |  |  |  |  |  |  |  |  |  |
| |                               |  |  |  |  |  |  |  |  |  |  |  |  |  |  |  |
| |                               |  |  |  |  |  |  |  |  |  |  |  |  |  |  |  |
| | 31.                           |  |  |  |  |  |  |  |  |  |  |  |  |  |  |  |
| |                               |  |  |  |  |  |  |  |  |  |  |  |  |  |  |  |
| |                               |  |  |  |  |  |  |  |  |  |  |  |  |  |  |  |

| Predecesor: - | Arzobispo electo de Sevilla 1251 - 1258 | Sucesor: Raimundo de Losana (arzobispo consagrado) |